# ヴァンシ
ヴァンシ（フランス語: VINCI S.A.）は、フランスの建設会社。世界100カ国に進出し、18万人以上の従業員を雇用する、国際展開では世界第3位の建設会社である。建設事業に並ぶ柱がインフラ運営事業で、世界17カ国57カ所で空港や道路、スタジアムなどを運営する。
パリ郊外のリュエイユ＝マルメゾンに本社を置く。ユーロネクスト・パリ上場企業（Euronext: DG ）。

## 歴史
1899年にSociété Générale d’Entreprise S.A.（SGE）として設立された。一方、1891年に後に合併することになるGrands Travaux de Marseille (GTM) が設立された。
2000年、SGEとGTMが合併し現在の社名となった。社名の由来はルネサンス期を代表する芸術家であるレオナルド・ダ・ヴィンチから採られた。
建設業のみならず、コンセッション事業にも積極的に進出しており、2001年にヴァンシ・パークを設立し、駐車場事業に乗り出した他、2013年にはポルトガル空港公社（ANA）を買収した。
2018年4月から、関西国際空港、大阪国際空港または神戸空港の運営権がヴァンシ・エアポートとオリックスなどでつくる企業連合に移管した。

## 関連会社
世界各地に展開しており、日本国内においてもヴァンシ・エアポートが関西エアポートに出資する形で進出している。
- ヴァンシ・コンセッション：コンセッション事業
  - ヴァンシ・エアポート：空港運営事業
- ヴァンシ・オートルート：高速道路事業
- ヴァンシ・エネルギー：エネルギーインフラ事業
- ユーロヴィア：土木事業
- ヴァンシ・コンストラクション：建設事業
- ヴァンシ・インモビリエ：不動産事業

## 主要な施工物件
世界各地で事業を行っており、ここでは主要なものの一部を掲載する。
- エジプト アブ・シンベル：アブ・シンベル神殿の移設（1968年完成）
- フランス パリ：モンパルナスタワー（1973年完成）
- フランス パリ：ポンピドゥー・センター（1976年完成）
- フランス パリ：ルーヴル美術館拡張（1988年完成）
- フランス  イギリス：英仏海峡トンネル（1994年完成）
- フランス ル・アーヴル・オンフルール：ノルマンディー橋（1995年完成）
- フランス サン＝ドニ：スタッド・ド・フランス（1998年完成）
- ポルトガル リスボン：ヴァスコ・ダ・ガマ橋（1998年完成）
- 中国 上海：ジンマオタワー（1998年完成）
- ギリシャ リオ・アンディリオ：リオン・アンティリオン橋（2004年完成）
- フランス ニース : アリアンツ・リヴィエラ（2013年完成）
- フランス パリ：ルイ・ヴィトン財団美術館（2014年完成）[4]
- タジキスタン ドゥシャンベ：ドゥシャンベ空港新旅客ターミナル（2014年完成）[5]。
- フランス パリ：エッフェル塔改修（2015年完成）[4]
- トルコ イスタンブール：ヤヴズ・スルタン・ セリム橋（2016年完成）

### 進行中のプロジェクト
- ウクライナ チェルノブイリ：チェルノブイリ新安全閉じ込め構造物（2017年完成予定）
- カタール ドーハ：ドーハメトロ（2019年完成予定）
- フランス カダラッシュ：ITER（2019年完成予定）
- カタール  バーレーン：カタール・バーレーン・コーズウェイ（2022年完成予定）